# آني بيتري
آني بيتري، ولدت في باريس في 23اكتوبر, ، كاتبة فرنسية.
بعد حصولها على البكالوريا العلمية، التحقت بكلية الطب. وبعد عامين، مارست مهنة معالجة النطق حتي عام 2004، عندما قررت أن تتفرغ بالكامل للكتابة.